# Shamsiddin Vohidov
Shamsiddin Vohidov (FIDE-Schreibweise Shamsiddin Vokhidov; * 11. Januar 2002) ist ein usbekischer Schachspieler. Seit 2020 trägt er den Titel eines Großmeisters im Schach.

## Karriere
Zu den frühen Erfolgen Vohidovs zählt der Sieg der U14-Sektion bei den Jugendweltmeisterschaften im November 2015. Dies stellte zugleich die erste von drei Normen für den Titel Internationaler Meister dar. Nachdem er bei Turnieren in Taschkent und Moskau die dafür notwendigen Punktzahlen erreicht hatte, wurde ihm der IM-Titel im März 2016 verliehen.
Für eine Überraschung sorgte Vohidov bei der Schnellschachweltmeisterschaft 2018, als ihm in der zweiten Runde ein Sieg gegen den Weltranglistenersten Magnus Carlsen gelang.
Die drei für den Großmeister-Titel benötigten Normen errang er im September 2018 bei einem GM-Norm-Turnier in Sankt Petersburg, im März 2019 beim 13. Tashkent Open und zuletzt beim Viktor Korchnoi Memorial in Sankt Petersburg im September 2019. Die Elo-Marke von 2500 hatte er bereits im Mai 2019 überschreiten können, sodass die FIDE ihm auf ihrem Kongress im Februar 2020 den Titel eines Schachgroßmeisters verlieh.
Bei der Schacholympiade 2022 kam Vohidov als Reservespieler zu vier Einsätzen des siegreichen usbekischen Teams. Im Juni 2023 gewann Vohidov die Asiatische Schach-Einzelmeisterschaft mit 7 Punkten aus 9 Runden, unter anderem mit einem Remis gegen den bestgesetzten Erigaisi Arjun. Bei der Schacholympiade 2024 gewann er an Brett 4 des usbekischen Teams sechs seiner zehn Partien und bekam für seine Individualleistung eine Goldmedaille.
Shamsiddin Vohidov schaffte im August 2024 den Sprung in die Top 100 der FIDE-Weltrangliste, der er seitdem angehört. Seine beste Platzierung verzeichnete er im Dezember 2024, als er auf dem 47. Platz geführt wurde.